# Мая (цивілізація)
Ма́я (МФА: [ˈmɑjɑ̈]; раніше ма́йя) — одна з цивілізацій Месоамерики, яка відома своєю розвиненою писемністю, приголомшливими досягненнями в мистецтві, астрономії та архітектурі. Попри поширені хибні уявлення, народ мая не зник, сотні тисяч індіанців мая продовжують жити на тих самих територіях, де тисячу років тому мешкали їхні предки. Частково збереглися їхні традиції та мова. Зникла лише класична цивілізація мая.
Цивілізація мая почала формуватися у докласичну добу (1999 до н. е. — 250 н. е.), досягла розквіту в класичний період (250—900) і продовжувала існувати в гірській Гватемалі та на Юкатані аж до прибуття конкістадорів.
Маяни будували величні кам'яні міста, більшість з яких було залишено ще до прибуття європейців. Станом на початок 1980-х років археологами було відкрито близько 1000 городищ мая та 3000 селищ. Деякі городища, зокрема Паленке, Чичен-Іца та Ушмаль у Мексиці, Тікаль та Кіригуа у Гватемалі, Копан у Гондурасі та Хоя-де-Серен у Сальвадорі включено до переліку об'єктів Світової спадщини ЮНЕСКО.
Мая створили розвинену систему ієрогліфічної писемності та розробили оригінальну календарну систему.
Цивілізація мая мала багато спільного з іншими цивілізаціями Месоамерики. Вплив культури мая знаходять у регіонах Мексики на відстані до 1000 км від центру їхнього поширення. Розроблений мая календар використовувався й іншими народами Центральної Америки.

## Територія
Протягом I-го та початку II-го століття мая розселилися на величезній території, яка охоплює сучасні південні штати Мексики (Табаско, Чіапас, Кампече, Юкатан і Кінтана-Роо), нинішні країни Беліз і Гватемалу та західні райони Сальвадору і Гондурасу. Територія мая ділиться на дві великі зони: високогір'я та низинну. Низини мая охоплюють південь Мексики (штати Чіапас, Табаско, Кампече, Юкатан і Кінтана-Роо), північні департаменти Гватемали, Белізу та частину Гондурасу. За природними умовами це вапнякова низина (90 — 200 метрів над рівнем моря). Найбільші річки течуть на заході (Усумасінта), півдні (Пасьйон) і сході (Ондо, Беліз і Мотагуа), в той час як у центрі знаходяться заболочені місцини і озера.

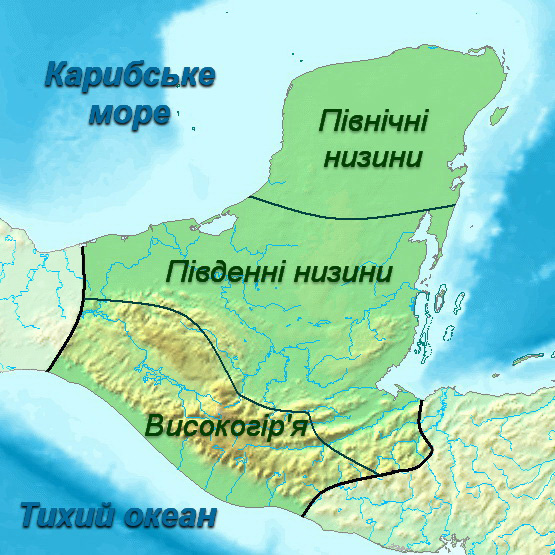

У свою чергу, низини поділяються на північні і південні. Північні низини охоплюють північ півострова Юкатан, а південні — внутрішні райони. Південні низини діляться на чотири головних регіони: Петен, Петешбатун, басейн Усумасинти та Південно-східний регіон.
Петен охоплює територію сучасного департаменту Петен (Гватемала), південь мексиканських штатів Кампече і Кінтана-Роо, північний та центральний Беліз. Петен — один з найдавніших осередків і ядро культури низин. Тут склалися наймогутніші царства, які визначали історію мая в докласичний і класичний період: Мутульське царство зі столицею в Тікалі, Канульське царство зі столицею в Калакмулі, царство Сааль зі столицею в Наранхо, царство К'анту зі столицею в Карколі та інші.
Регіон Петешбатун займає басейни річок Пасьйон та Чишой у Гватемалі. Тут розташовувалися важливі археологічні городища класичного періоду: Дос-Пілас, Аґуатека, Сейбаль та інші. Наймогутнішою державою регіону було засноване Баахлах-Чан-К'авіілем Південне Мутульське царство, яке в часи свого розквіту домінувало у Петешбатуні.
Регіон Усумасінти або Західний регіон охоплює басейн річки Усумасінти та прилеглі райони вздовж сучасного мексикансько-гватемальського кордону. Територію регіону було поділено на безліч великих, середніх та дрібних політій, серед яких потрібно виділити Баакульське царство зі столицею в Паленке, царство Попо' зі столицею в Тоніна, царство Йокіб-Кін зі столицею в П'єдрас-Неграс та царство Па'чан зі столицею в Яшчилані. У долині річки Лаканха (притока Усумасінти) розташовувалося царство Шукальнах зі столицею на місці городища Бонампак, яке відоме у всьому світі своїми чудовими фресками.
Південно-східний регіон охоплює долину річки Мотагуа. Тут склався особливий варіант культури мая, можливо, із сильним немаянським впливом сусідніх народів шинка-ленка. З-поміж державних утворень регіону особливо значними були царство Шукууп зі столицею на місці славнозвісного городища Копан та Цу'со зі столицею в Кіригуа.
Археологи знайшли загублене місто мая в мексиканському регіоні Кампече, використовуючи технологію LiDAR. Вони виявили понад 6 600 споруд, включаючи піраміди, схожі на ті, що в Тікалі та Чичен-Іке. У центрі міста розташована головна будівля, оточена житловими будинками, терасами, дамбою та майданчиком для гри в м’яч. Це місто відрізняється від відомих міст мая своєю концепцією міського планування.

## Історія

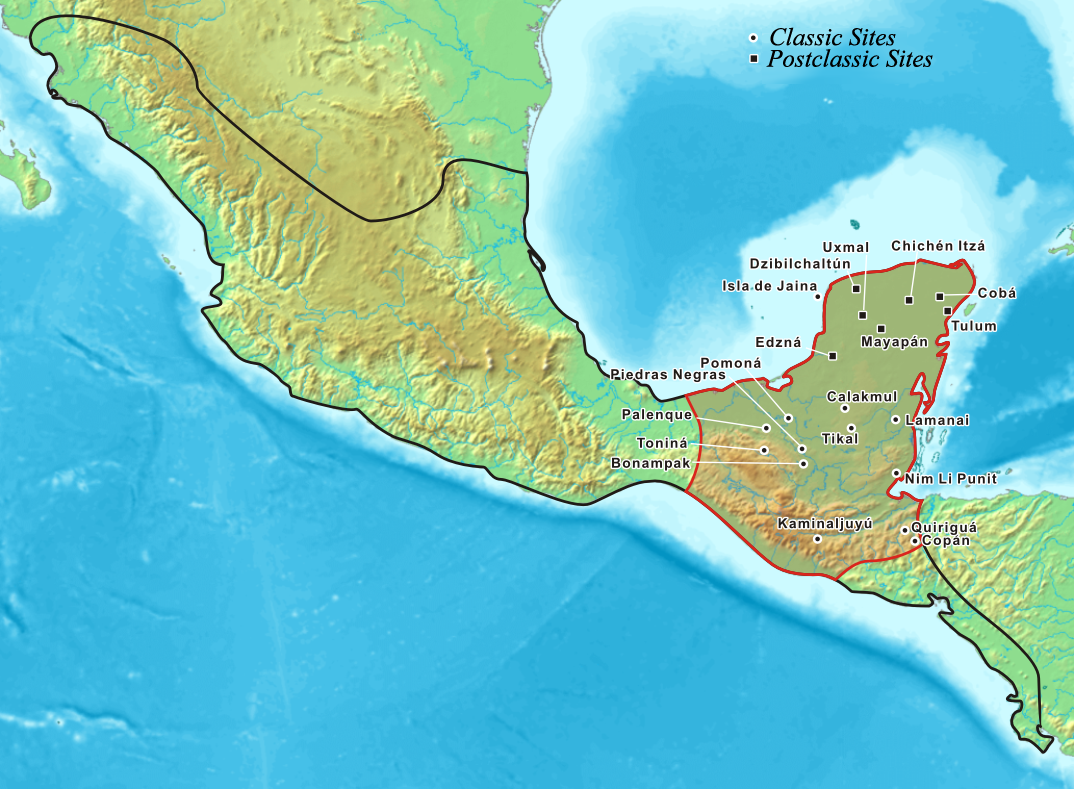
Розповсюдження цивілізації мая (червоний контур) відносно інших культур Месоамерики (чорний контур)

### Періодизація
Історію і культуру стародавньої цивілізації мая прийнято поділяти на три основні періоди:
- Докласичний період (1000 до н. е. — 317);
- Класичний період (317—987);
- Посткласичний період (987 — XVI століття).

На територіях, де поселилися мая, люди вже мешкали принаймні з 10-го тисячоліття до н. е. Залишки поселень вздовж тихоокеанського узбережжя датовані приблизно 1800 р. до н. е.

### Докласичний період
Докласичний період ще називають періодом рільництва. Досі не існує одностайної думки стосовно початку і кінця цього періоду. Приблизною датою початку цього періоду вважають 1000 р. до н. е., а кінцем 320 р. н. е. Саме в цей час з'являється мова мая, будуються великі міста. Існують археологічні докази того, що мая мігрували з одного місця в інше, зливаючись із залишками цивілізації ольмеків. У деяких місцях будівлі, скульптури, написи, тощо вказують на те, що поступово вплив ольмекської культури зменшувався і мая виробляли свою власну культуру. Однак безперечно мая багато запозичили з архітектури та скульптури ольмеків, а також культ мерців, та уяви про священні сили води й вогню. З культури ольмеків походить писемність мая, а також система чисел довгого рахунку. Власне окрема маянська культура з'явилася тільки на початку нашої ери.
З часом культура мая почала свій розвиток у районі стародавнього міста Петен, на території сучасного Гондурасу. Саме тут знаходять експонати, які вказують на розвиток рільництва, розвиненої політичної системи, релігії, розподіл праці. Пізніше хвилі мігрантів розповсюдили культуру мая на далеку відстань, до півострова Юкатан, сучасної Мексики. Цим пояснюється наявність декількох діалектів сучасної мови мая, які мають спільні корені, але й деякі відмінності, які виникли з перебігом часу. У 300 р. до. н. е. завдяки розвитку рільництва зросло населення і почався процес урбанізації. У цей час вже можна говорити про розвиток сільського господарства, вирощування певних культур, таких як кукурудза, і де скотарство та рибальство вже займали не основну, а допоміжну роль.
Археологічні розкопки підтверджують, що мая почали споруджувати перші церемоніальні будинки близько 3000 років тому. Мая й ольмеки взаємодоповнювали і запозичували один в одного архітектурні традиції. Першими та найстарішими спорудами були прості споруди могил — курганів, які пізніше розвинулися в більш складні 
піраміди. Залишки цивілізації мая докласичного періоду знаходять у мексиканському штаті Чіапас, у південній частині штату Оахака. Поступово вплив ольмекської культури зник і вплив культури мая поширився на півострів Юкатан, а також Гватемалу та інші місця.

### Класичний період

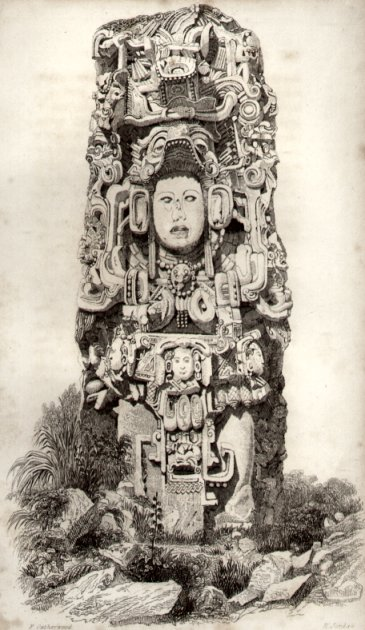
Стела в місті Копан

Класичний період в історії цивілізації мая тривав з 320 р. до 987 р. Цей період ще називають Теократичним періодом, тому що вважалося, що суспільством мая того часу керували священики, які концентрували у своїх руках все політичне, економічне і суспільне життя. Насправді ж, згідно з археологічними знахідками, священики відігравали значну роль у суспільстві мая, але не керівну. Існував клас знаті, який складався майже винятково з воїнів. Багато зображень, виконаних мая, вказують на те, що міста мая знаходились у стані майже перманентної війни одне з одним.
У цей період розвинулося сільське господарство, як основа економічної діяльності суспільства, і в якій були зайняті великі кількості людей. Також існував розподіл праці та виразна система суспільних класів. Цивілізація мая складалася з великої кількості незалежних міст-держав, таких як Тікаль, Паленке, Копан, Калакмуль і багатьох інших. Місто Копан на території сучасного Гондурасу досягло свого розквіту в 736 р. н. е. Тут існував центр наукових досягнень мая. Вважається, що саме тут мая вдосконалили свої знання з астрономії, склали точні таблиці сонячних затемнень, винайшли формулу для створення календаря. Вважається, що календар мая точніший ніж той, який ми використовуємо зараз.
Найвідоміші пам'ятки цього періоду — численні піраміди. Мая також залишили багато стел із зображеннями на них своїх правителів, з ієрогліфічними текстами про родовід правителів, війни та інші досягнення. Мая також займалися торгівлею. Існують докази того, що вони торгували з багатьма досить віддаленими від них народами Месоамерики. Важливими предметами торгівлі мая були сіль, какао, обсидіан тощо. Зокрема існують свідоцтва торговельних і культурних контактів мая з містом Теотіуакан і цивілізацією, яка панувала там.

### Посткласичний період
У VIII-му - IX-му сторіччі починається занепад цивілізації мая. Більшість міст-держав центральних низин були покинуті. Між археологами не існує одностайної думки щодо причин занепаду. Деякі вважають, що безперервні війни, екологічний занепад орних земель, а також посухи могли бути причиною того, що мая залишили ці центри свого суспільства.
Існують дві великі теорії, які пояснюють причини, чому мая залишили свої міста. Одна з теорій — екологічна. Ті, хто дотримується цієї теорії вважають, що причиною занепаду цивілізації мая було погіршення становища земель, які мая використовували в рільництві. Археологічні розкопки підтверджують, що мая практикували підсічно-вогневе рільництво. Одна з гіпотез пояснювала, що причиною занепаду було виснаження ґрунтів та ерозія їх, в результаті чого навколишні землі вже були неспроможні прогодувати населення міст, яке постійно зростало. Також стверджується, що на початку ІХ століття цивілізація мая досягла піку за кількістю населення, в тому числі, населення міст досягло таких розмірів, що рільництво регіону було вже нездатне забезпечити життєві потреби мая.
Інша теорія пояснює занепад цивілізації мая зовнішніми причинами, такими як вторгнення іноземних загарбників, епідемії, кліматичні катаклізми. Деякі археологічні знахідки дійсно підтверджують вторгнення, наприклад племені тольтеків та інших, але більшість дослідників схиляються думки, що це не могло бути єдиною причиною занепаду суспільства. Також висуваються теорії занепаду суспільства у зв'язку зі знищенням торговельних шляхів після падіння Теотіуакану в 700 чи 750 р. н. е., або такі як повстання селян проти еліти суспільства.
Усі ці теорії містять правдоподібну аргументацію, однак жодна з них повністю не пояснює занепад всіх міст-держав цієї цивілізації.

## Структура суспільства і економіка
Суспільство мая мало чіткий поділ на класи знаті, священиків, воїнів, ремісників, торговців, селян (яких було більшість) і рабів. На чолі суспільства стояли верховні вожді, котрі отримували владу в спадщину від батька і делегували її вождям поселень. Соціальна структура суспільства мая була досить складна, кожний суспільний клас також поділявся в залежності від майнових, статевих чи інших чинників. Селяни, які складали більшість, поділялися на власне селян, слуг і рабів. Знать поділялася на воїнів, священиків, службовців і вождів. Приналежність до класу священиків теж передавалася в спадщину серед класу знаті. На нижчому щаблі суспільства знаходились раби. Рабами звичайно ставали захоплені в полон інші мая, або злочинці. Знать і нижчі класи суспільства переважно не знаходились в антагоністичному протистоянні один з одним, оскільки їх поєднували родові зв'язки.
Основною сферою економічної діяльності мая було землеробство. Вони вирощували кукурудзу, бавовну, боби, перець, какао, маніоку, фрукти тощо. Вважається, що сама назва мая походить від слова «Маїс (кукурудза)». Мая також мали домашню худобу, приручили собак, тримали індиків, займалися бджільництвом. Торгівля з іншими народами і племенами була досить розвинена. Торговці користувалися повагою і шаною всього суспільства, до того ж деякі з них займалися шпигунством на користь своєї колонії. Грошей як таких не існувало, функцію грошей виконували зерна какао, маленькі мідяні дзвоники, пір'я орла. Також була поширена мінова торгівля.

## Культура

### Мистецтво

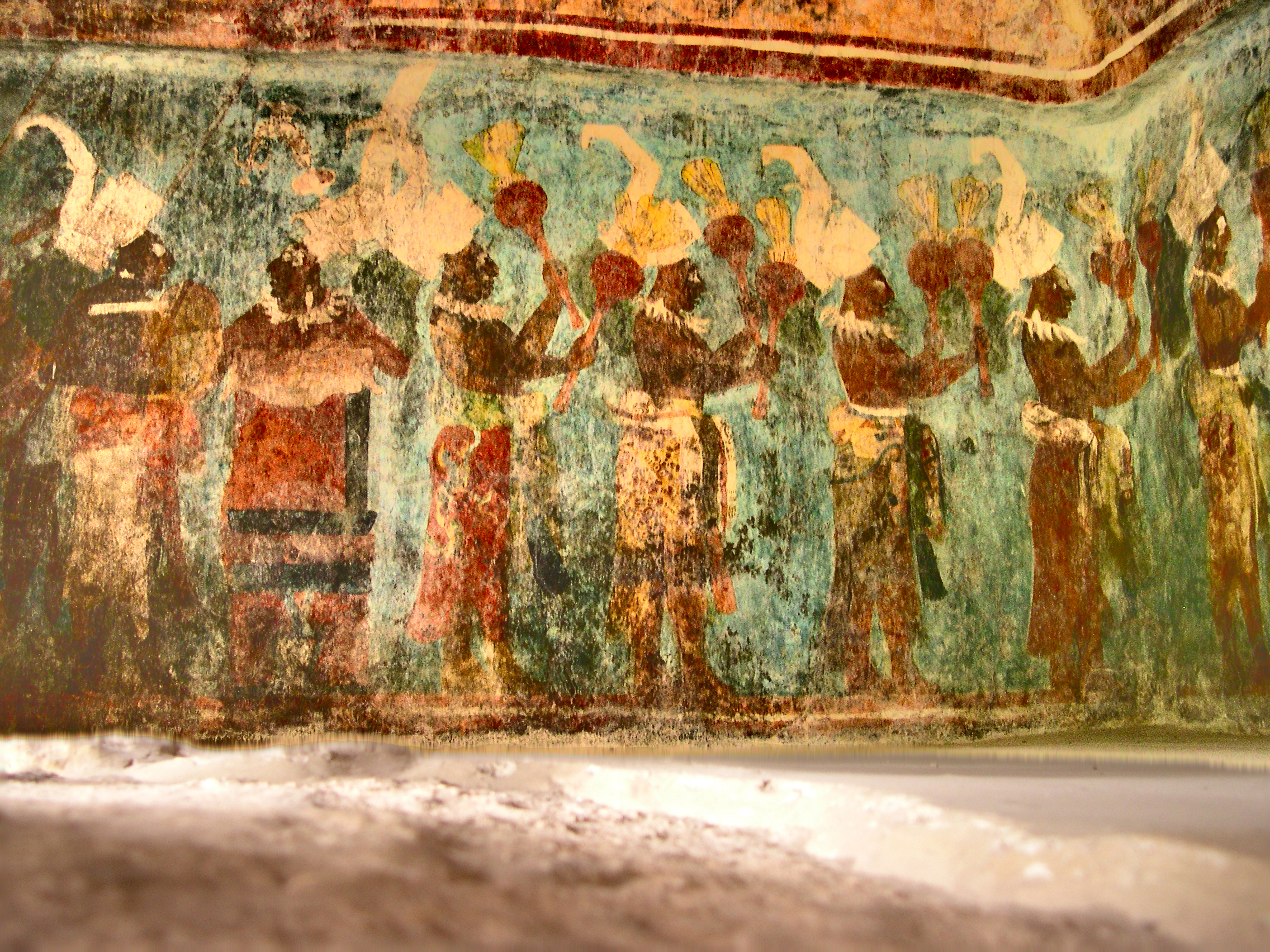
Фрески в місті Бонампак

Мистецтво мая досягло свого розквіту саме під час класичного періоду (200—900 р. н. е.). Різьблені рельєфні зображення в Паленке і Копані вважаються одними з найкращих. Витонченість і грація зображень людини на цих пам'ятках архітектури мая нагадують класичні форми Стародавньої Греції. Саме тому цей період історії мая і називають класичним. До нашого часу не дійшло багато малюнків виконаних мая. Більшість зображень — фрески і малюнки на кераміці. Бонампак — одне з місць де збереглися чудові фрески мая.

### Архітектура

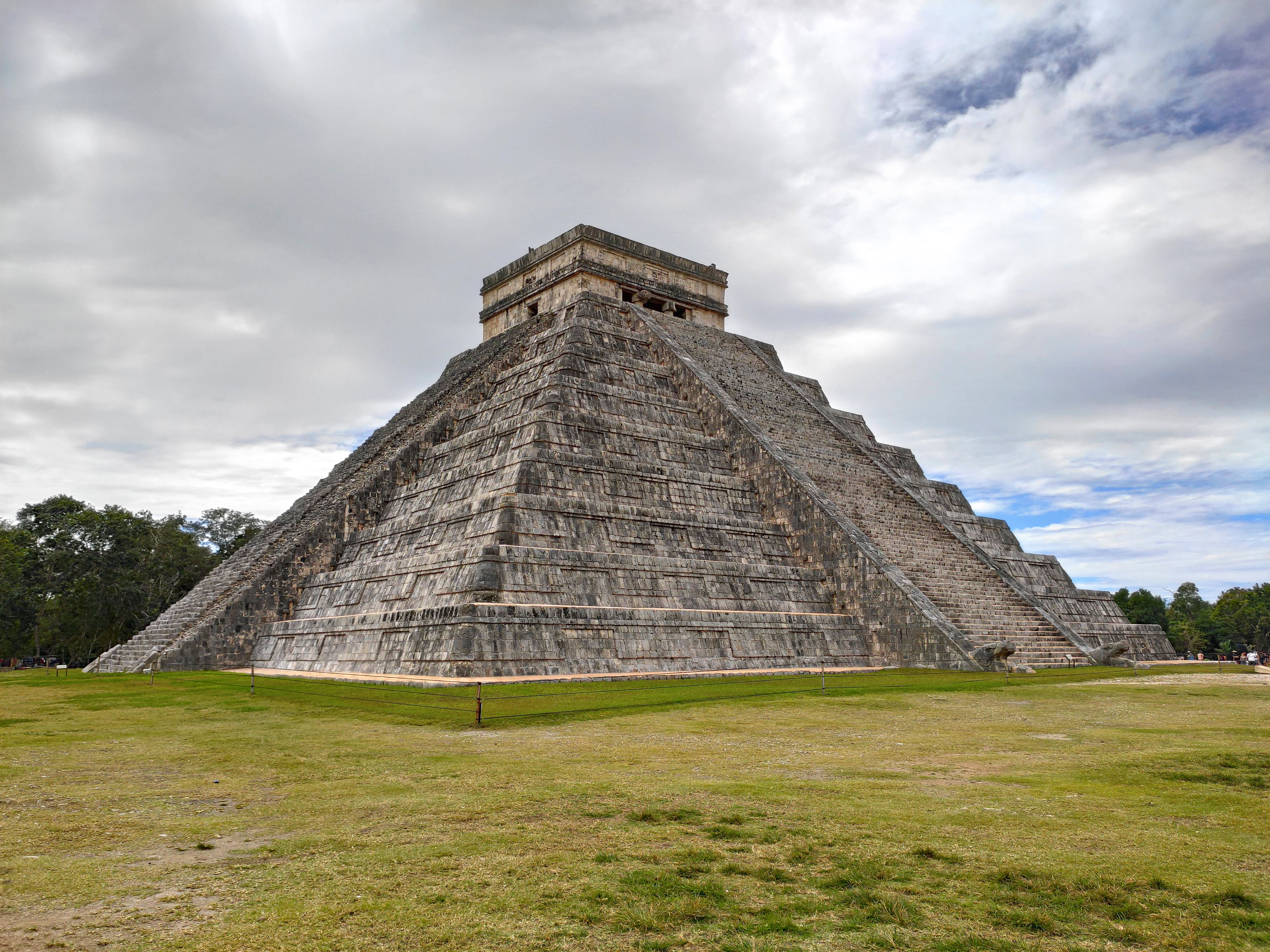
Піраміда мая у Чичен-Іці, зараз відома як El Castillo

Найбільш відомі своєю архітектурою міста маянської цивілізації: Чичен-Іца, Тікаль, Ушмаль, Паленке та інші. Дослідження і розуміння спільних рис архітектури мая дуже важливо для розуміння еволюції всієї цивілізації мая. Основною рисою архітектури мая є намагання інтегрувати навколишнє середовище в дизайні міст і споруд: міста і будинки розташовані неподалік водоймищ і також у ключових місцях для астрономічних досліджень. У центрі міста як правило знаходилася піраміда, поруч з якою були розташовані інші менші піраміди, державні або релігійні споруди, майданчики для гри в м'яч та інші. На думку археологів більшість міст мая не будувалося за чітким планом, а дещо хаотично впродовж сторіч. Попри це, наявні будинки знаходились у чіткому співвідношенні до небесних тіл та інших астрономічних уявлень мая. Деякі археологи стверджують, що згідно з Довгим Календарем мая, в кінці кожного 52-річного циклу храми й піраміди часто перебудовувались. Також перебудови і зміни в архітектурі міст були частково впроваджені не тільки з огляду до відповідності астрономічним вимогам, а також і політичними, наприклад новим керівництвом міст.
Хоча мая напевно й не мали таких технологічних та інженерних досягнень у будівництві як інші цивілізації, (наприклад, навіть залізо та колесо) будівництво споруд поширювалося завдяки великим людським ресурсам. У будівництві широко використовувалися матеріали з навколишнього середовища, каміння і дерева. Каміння для будівництва видобувалося з місцевих копалин, проте досить часто його заміняв більш придатний і легкий в обробці вапняк. Вапняк використовували не тільки великими блоками, а й дрібний чи помолотий вапняк, який у такому стані набирав якості теперішнього цементу. У деяких містах, де бракувало каміння в будівництві, використовувалася глина, дерево тощо.

#### Зразки архітектури мая

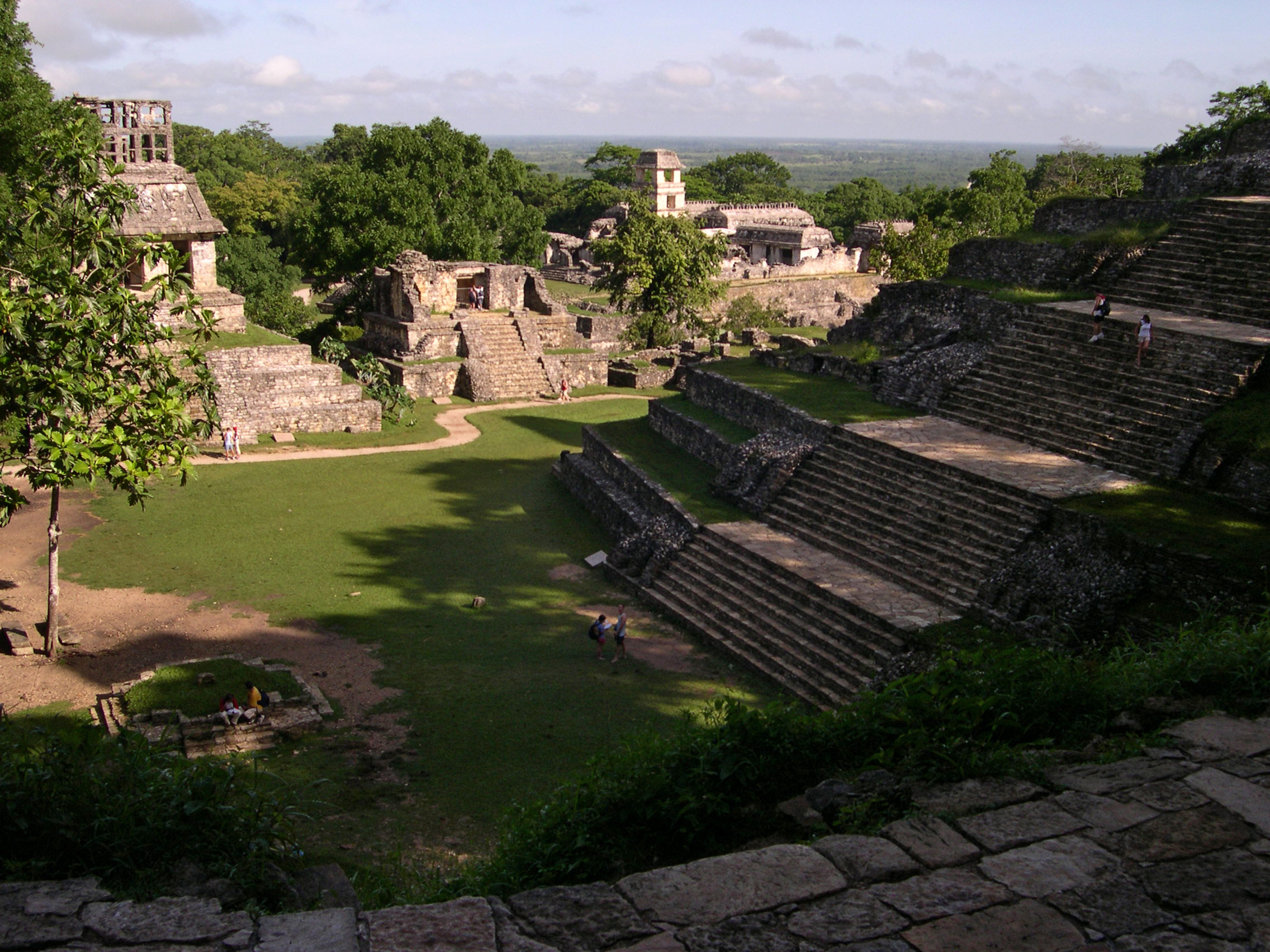
Паленке, сучасний вигляд центральної частини міста

- Платформи для релігійних церемоній як правило будували з вапняку висотою менш ніж 4 метри. Більшість з них були оздоблені по боках рельєфними зображеннями фігур. Деякі науковці вважають, що тут виставлялися відрізані голови переможених ворогів, а також голови команди, яка програла гру в м'яч.
- Палаци як правило являли собою великі будівлі з багатим оздобленням і знаходились ближче до центру міста. Частіше за все палаци були одноповерховими з внутрішнім подвір'ям, оздобленням і прикрасами згідно зі статусом володаря будинку.
- Архітектурні комплекси як правило складалися з основної споруди у формі ступінчастої піраміди, яка завжди знаходилася в західній частині платформи або площі. Існує теорія, що ці комплекси були насправді обсерваторії, тому що спостереження сонця в пірамідах завжди було напрочуд точним під час зимового та літнього сонцестояння.
- Піраміди і храми часто були найважливішими спорудами, розташованими на найвищому місці міста. Таке їхнє розташування (ніби ближче до небес) пояснюється тими релігійними функціями, які вони відігравали. Останні дослідження вказують на те, що деякі піраміди використовувалися як місця захоронення, проте храми на них ніколи не мали могил. Деякі храми знаходилися на верхівці пірамід і являли собою грандіозні, багато оздобленні споруди. Часто на верхівках храмів встановлювалися скульптурні зображення вождів, за якими можна було спостерігати навіть з далекої відстані і поза рослинністю джунглів. У одній з недавно виявлених печер археологи знайшли мощену дорогу завдовжки 90 м, яка закінчується біля колони, що стоїть на березі водоймища. «Тепер у нас є свідоцтва будівництва храмів мая біля води і навіть під водою. Швидше за все, тут проходили дуже складні ритуали і церемонії», — розповів Гільєрмо де Анда[7].
- Обсерваторії. Мая мали досить глибокі знання з астрономії і багато їхніх споруд знаходилися відповідно до розташування відомих їм небесних тіл. Хоча так називають деякі будівлі та храми, науковці вважають, що більшість споруд так чи інакше розташовані у співвідношенні до небесних тіл.
- Майданчики для гри в м'яч були невід'ємною частиною цивілізації мая, ця гра була поширена не тільки серед мая, але й по всій Месоамериці. Майданчики знаходять майже всюди в ареалі розповсюдження мая. Деякі з них мають з двох боків сходи до церемоніальних майданчиків або малих пірамід, де відбувалися релігійні служби або жертвопринесення по закінченню гри.
- Насипні дороги (шляхи) або сакби ("білі дороги") були прокладені поміж майже 800 поселеннями цивілізації мая. Використовуючи радіолокатор (LiDAR), науковці з Університету штату Айдахо та Університету Тулейн виявили павутину взаємопов'язаних "супермагістралей" завдовжки загаломж близько 177 кілометрів. Ці стародавні шляхи складаються з насипних доріг, деякі з них сягають понад 33 метрів завширшки. Сакби здіймалися над заплутаними й подекуди болотистими лісовими масивами та у свій розквіт були вкриті шаром білої штукатурки, яка допомагала суміші глиняного розчину і ретельно видобутого каменю виглядати більш помітними в місячному світлі. Висота сакбів починається від 40 сантиметрів до майже 5 метрів над землею. «Це перша в світі система супермагістралей, яку ми маємо...», — зазначив провідний автор дослідження Річард Хансен[en] (Richard D. Hansen), професор антропології з Університету штату Айдахо[8].

### Писемність

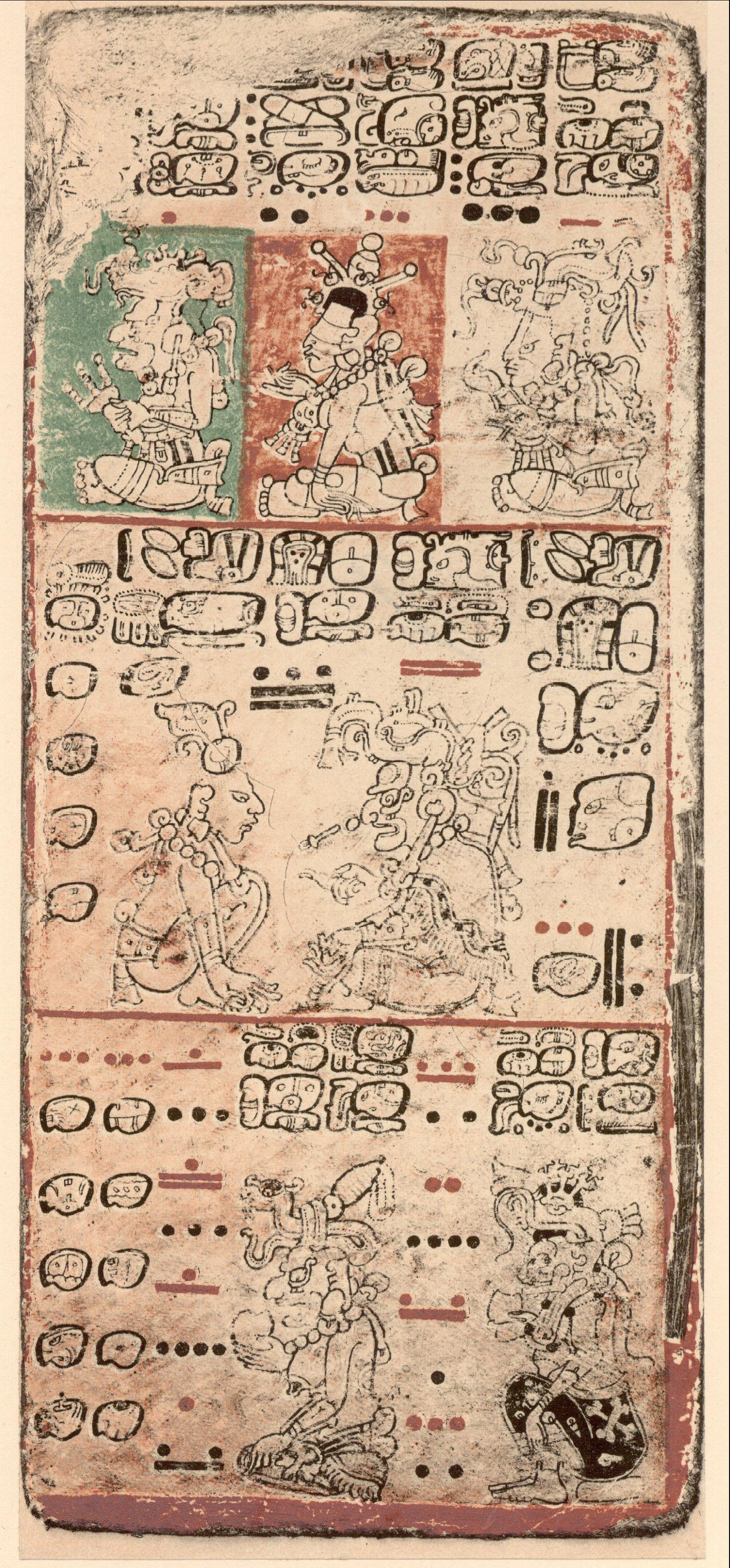
Сторінка з книжки мая, яка збереглася.

Писемність мая часто називають гліфами або ієрогліфами через схожість накреслення з ієрогліфами Стародавнього Єгипту. Як і в Єгипті, писемність мая являла собою комбінацію фонетичних символів і логограм. З цієї причини її частіше за все класифікують як логографічну писемність. У цій системі знаки мовних складів відіграють важливу роль. У доколумбовому Новому Світі це була єдина система писемності, яка цілком представляла розмовну мову суспільства. Всього маянська писемність мала більш ніж тисячу різних символів, з невеликими відмінностями того чи іншого знаку або значення. Багато з них з'являються в текстах зовсім рідко або обмежені специфічними місцеположеннями. Загалом близько 500 символів було у використанні, приблизно 200, з яких (включаючи варіації), мали різне фонетичне або складове значення.
Найперші написи мовою мая датуються 200—300 роками до н. е. Проте, були знайдені ще давніші написи, виконані або сапотеками, або ольмеками. Існують написи, які науковці називають пост-ольмекськими або епі-ольмекськими, і які, на думку науковців, являють собою перехідну писемність між ольмеками і мая. На час прибуття іспанців у Новий світ, писемність мая вже використовувалася не так часто, як протягом класичного періоду. Перші іспанські завойовники ще зустрічали мая, які вміли писати і читати, та знаходили величезні бібліотеки літератури мая. Під впливом релігійних діячів католицької церкви майже вся література мая була знищена іспанськими священиками, зокрема єпископом Дієго де Ланда. З величезної кількості книжок збереглося тільки три і частина четвертої, так званих кодексів мая; з приблизно 10 тисяч написів і текстів, які дійшли до нашого часу, — переважна більшість виконана на кам'яних стелах і будівлях.

### Спортивні ігри
На початку квітня 2023 року, британська газета The Guardian повідомила, що у Мексиці в районі памʼятки Чичен-Іца на півострові Юкатан, під час археологічних розкопок було знайдено табло для ритуальної гри з мʼячем. На камʼяному табло діаметром 32 см і вагою 40 кг зображені два гравці біля мʼяча, а навколо них нанесені ієрогліфи. Один із археологів розповів, що в цьому місці складно знайти ієрогліфи мая, а на табло написано цілий текст. Відповідно, мая могли грати в гру з мʼячем понад тисячу років тому. Станом на 2023 рік дослідники виконують деталізовані зображення у високому розширенні, щоб продовжити детальне вивчення знахідки, а саме стародавнє табло, яке датують 800—900 роками, законсервують.

## Наукові досягнення

### Математика

Система рахунку мая.

Математики мая ввели поняття нуля й оперували нескінченно великими величинами. Стародавні мая користувалися двадцятковою системою числення. Чому саме число 20 разом з одиницею стало основою їхнього рахунку, зараз неможливо встановити з достатньою достовірністю. Швидше за все сама людина була для стародавніх мая тією ідеальною математичною моделлю, яку сама природа «розчленувала» на 20 одиниць по числу пальців на руках і ногах.
Стародавні мая прийшли до використання в математиці позиційного принципу. На відміну від європейців, їм не було у кого запозичувати цей принцип, і вони самі додумалися до нього, причому майже на ціле тисячоліття раніше Старого Світу. Запис цифрових знаків, які складали число, вони стали вести не горизонтально, а вертикально, знизу до верху. Оскільки рахунок був двадцятковим, то кожне початкове число наступної верхньої позиції, або порядку, було удвадцятеро більше свого сусіда з нижньої позиції (якби мая користувалися десятковою системою, це число було б більше не у двадцять разів, а тільки вдесятеро). На першій позиції (стрічці) стояли одиниці, на другій — двадцятки і т. д.
Мая записували свої цифрові знаки у вигляді крапок і тире, причому крапка завжди означала одиниці даного порядку, а тире — п'ятірки. П'ятірки-тире спрощували написання цифрових знаків, не вносячи яких-небудь принципових змін до двадцяткової системи рахунку. Мая не боялися порушити строгий, чіткий лад двадцяткової системи, щоб пристосувати абстрактну побудову чисел до своїх конкретних потреб. І зробили це так само просто і геніально. Математичні розрахунки із застосуванням багатозначних чисел у мая були в основному пов'язані з астрономічними обчисленнями, які лежали в основі календаря. Щоб спростити їх, мая максимально наблизили первинне число третього порядку до кількості днів свого року. Адже у вісімнадцяти двадцятиденних місяцях, складових календарного року, число днів дорівнює 360.

### Астрономія
Мая були також досвідченими астрономами. Вони займалися не тільки рахунком днів, але й створенням концепції часу. Розташування храмів та інших будівель мало для мая дуже велике значення. Як й інші народи Центральної Америки, мая надавали особливу увагу спостереженню руху небесних тіл. Нерідко досить важливі частини храмів мая, були орієнтовані таким чином, що їхнє положення позначало схід, кульмінацію і захід тих чи інших зірок. Особливо цікавили мая сузір'я Плеяди, а також траєкторія таких планет, як Меркурій, Венера, Марс і Юпітер. Звичайно, вони дуже уважно спостерігали за рухом Сонця і Місяця, а тому вміли передбачати затемнення.
Для розрахунків затемнень мая поєднували астрономічні спостереження і довідкові таблиці. Мая складали свої таблиці з розрахунку на 11 958 днів, що майже точно відповідає 46 рокам одного з календарів мая (46 років цолькін = 11 960 днів). Це повністю відповідає 405 місяцям Місяця (також 11 960 дням). Авторами таблиць були також складені доповнення, які коректують їхні основні дані — це забезпечувало їхню точність до одного дня протягом 4500 років, що було одним з дивовижних досягнень мая.

## Релігія
Релігія домінувала майже у всіх аспектах життя народу мая. Її вплив був завжди відчутний у сільськогосподарських обрядах, суспільних церемоніях, мистецтві та культурі. Важливість релігії була дуже великою, якщо брати до уваги її тісний зв'язок з політичним контролем, ідеологією. Всі аспекти релігійного життя, щонайменш у пост-класичний період, були сконцентровані в руках окремої групи суспільства — жреців.
Мая вірили в циклічну природу часу. Ритуали й церемонії були часом дуже тісно пов'язані з небесними та земними циклами, за якими мая постійно спостерігали і вписували в окремі календарі (див. календар мая). Робота жреця мая полягала в інтерпретації цих циклів і наданні пророцтв на майбутнє або минуле на основі цифрових співвідношень різних календарів.
Багато що з релігійної традиції мая все ще не зрозуміле, але відомо, що мая, як і більшість стародавніх суспільств, вважали, що космос має три головні рівні: підземне царство, небо і землю. Мая вірили, що в підземне царство людина потрапляє через печери й майданчики для гри в м'яч. Вони вважали, що пеклом керують старі боги смерті та гниття. Нічне небо вважалося вікном, через яке можна було побачити всі надприродні явища. Життєвий цикл кукурудзи лежить в основі віри мая. Бог Маїсу, або кукурудзи, був одним із основних божеств мая. Тілесний ідеал Бога Маїсу був втілений у багатьох скульптурах, виконаних мая. Мая вважали, що всесвіт плоский, рівний і має чотири чітко визначені кути, яким відповідали певні кольори. Вони також поклонилися колу, яке символізувало вдосконаленість і рівновагу сил у природі.

### Смерть у релігії мая
Згідно з релігією мая, після смерті душа померлого подорожує до підземного царства, або підземного світу, де вона мусить перетнути річку. У цій подорожі душі допомагає безволосий собака (відомий мовою науатль як Xoloitzcuintle). Вони також вірили, що камінь нефрит значно полегшить померлому перехід у той світ. Мая вірили, що рай існує на небі, де душі вбитих у бою воїнів (померлих так званою «святою смертю») супроводжують сонце. Як людина жила — добре чи погано не відігравало такої ролі як те, як вона помирала, святою смертю, чи ні. Мая ретельно кваліфікували інші типи святих смертей наступним чином:
- смерть жінки при народженні дитини
- смерть від втоплення
- смерть від самогубства
- смерть від прокази
- смерть через жертвопринесення
- загибель воїна в бою

Мая не вірили в реінкарнацію в традиційному сенсі, проте вважали, що душа померлого народжувалася знову в іншій людині без будь-якої згадки про минуле життя.

### Людське жертвопринесення
Людські жертвопринесення були досить поширені серед мая пост-класичного періоду. При тому вони не були особливістю культури мая, а ймовірно вони прийшли до мая під впливом тольтеків, народу центральної Мексики, звідки, здається людські жертвопринесення поширилися по всій Месоамериці. Причину появи такого явища можна знайти в теорії створення світу і людини, в книзі мая Пополь-Вух. Згідно з віруваннями мая боги створили людину, щоби вона прославляла богів і годувала їх. Боги мали годуватися міфічною речовиною, яка знаходилася в крові й серці людей, яких приносили в жертву.
Практика людського жертвопринесення існувала і в багатьох інших народів і часто була пов'язана з канібалізмом, хоча й не знайдено свідчень канібалізму серед мая. Дуже поширеним було жертвопринесення кров'ю, таке як зображене на фресках у місті Бонампак. На фресках, зокрема зображені представники правлячого класу суспільства мая (як жінки, так і чоловіки), які приносять жертву ріжучи свій язик до крові. Жертвопринесення кров'ю цінилося богами понад усе.

### Поховальна обрядовість
Поховальна обрядовість мая частково набула поза релігійних форм. В тому числі, місця поховання людей цієї доіспанської цивілізації, якою є мая, обладнувалися різноманітними пастками. Так, в 2023 році, археологи з Національного інституту антропології та історії (INAH) у Мексиці виявили заховану похоронну камеру майя у печері, що знаходиться в археологічному комплексі в Тулумі (Кінтана-Роо). За повідомленням видання Arkeonews, за масивною скелею, що заважала входу у приховану печеру знаходилося поховання декількох людей мая. Після видалення каменю, який заблокував вхід до печери, дослідники помітили, що він буквально розірвав скелетні останки людини, залишаючи нижню частину тіла ззовні, а верхню всередині. Це вказує на те, що людина можливо потрапила в пастку, намагаючись отримати доступ до печери з рештками представників народу мая.

## Дослідники мая

### По країнах світу
1. Генріх Берлін
2. Франс Блом
3. Томас Ганн
4. Микола Грубе
5. Фредерік Кетервуд
6. Майкл Коу
7. Юрій Кнорозов
8. Теоберт Малер
9. Тетяна Проскурякова
10. Олександр Сафронов
11. Джон Ллойд Стефенс
12. Ернст Фьорстеман
13. Дезіре Шарне
14. Альберто Рус Луільє
15. Річард Хансен

### В Україні
1. Юрій Полюхович
2. Віктор Талах
3. Максим Стюфляєв
4. Марія Стаднік

## Інтернет-ресурси
- МАЯ. Загадковий крах величної цивілізації.